# Nancy Lalleman Heynis
Nancy Lalleman Heijnis (Zaandam) is een Nederlandse Miss en model.
Ze werd in 1982 gekroond tot Miss Zaanstad in Club Dam 8. Hierna volgden meerdere verkiezingen waaronder de Miss Panorama waar zij finalist werd en met de hele groep een aantal weken naar Sri Lanka vertrok om een kalender te fotograferen. Voor het blad Panorama kwam zij in contact met fotograaf Ronnie Hertz die haar heeft voorgesteld aan Corine Rottschäfer, zelf ooit Miss World en die een vooraanstaand modellenbureau bezat. Hier werd een lange modellencarrière gestart. In 1983 werd zij gekroond als Miss Holland en heeft zij Nederland vertegenwoordigd tijdens de Miss Universe, Miss Young International, Miss Europa, Miss Benelux en Miss World. Bij deze laatste verkiezing haalde zij de top 15.

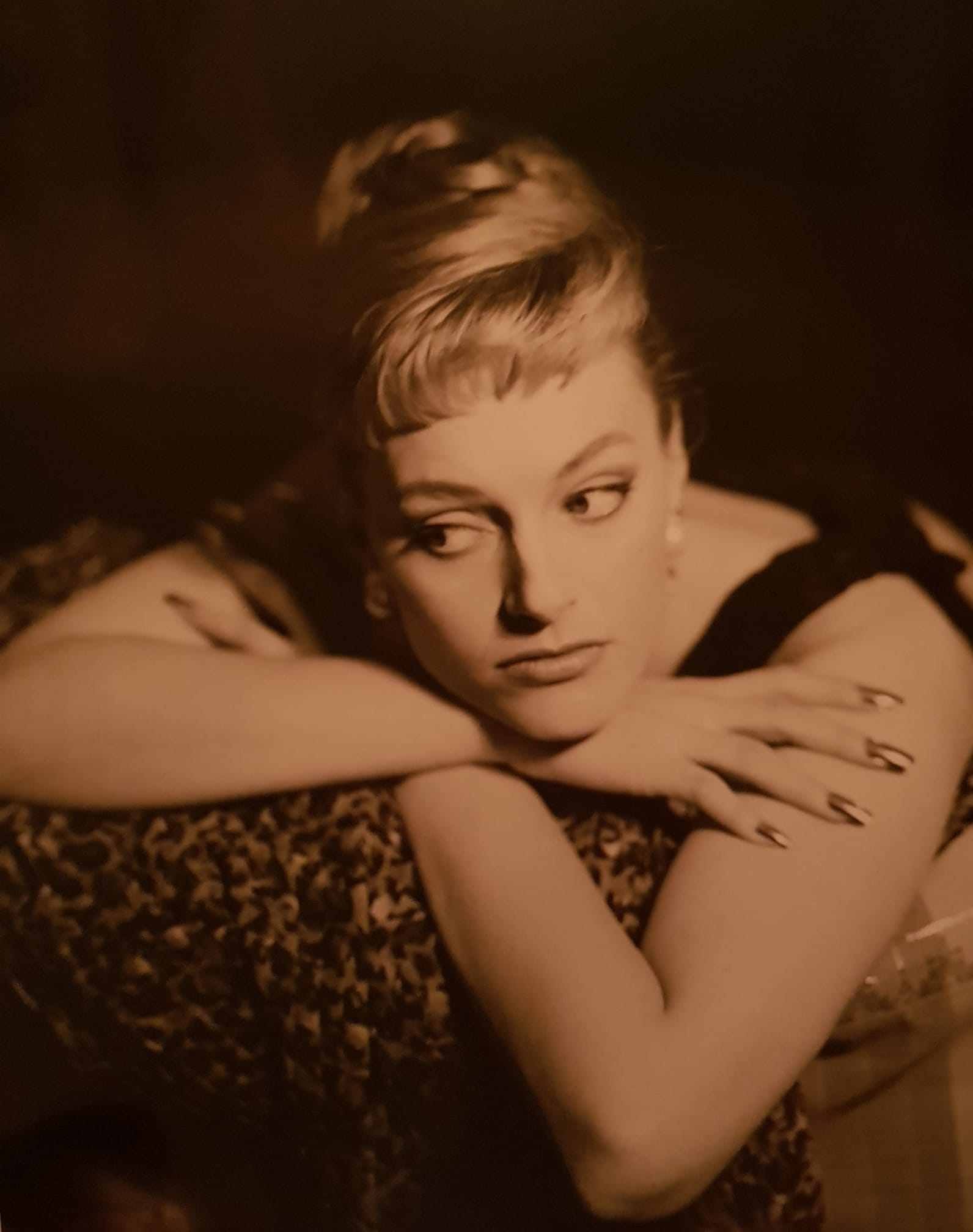
Miss Holland 1983 - Nancy Lalleman Heijnis

Als model heeft zij gewerkt in verschillende landen waaronder Japan. Zij kreeg de rol van Yin in de Japanse speelfilm The Setting Sun, met o.a. Donald Sutherland, Biao Yuen, Masaya Katô en Diane Lane in de hoofdrollen.